# Balasegaram Kandiah
Balasegaram Kandiah (genannt Balraj, * 27. November 1965 in Kokkuthuduvai, Mullaitivu District, Ceylon; † 20. Mai 2008) war ein tamilischer Rebellenführer.

## Karriere und Leben
Kandiah war ein Sonderkommandeur der Liberation Tigers of Tamil Eelam. Er starb an einem Herzinfarkt.